# Panopea abbreviata
La panopea o geoduck del sur (Panopea abbreviata) es una especie de almeja marina, cuyo nombre común deriva del Nisqually. La almeja panopea es el bivalvo infaunal de mayor tamaño del Mar Argentino. Puede medir hasta 15 cm de largo de valva y pesar hasta 1.300 g.

## Distribución geográfica
Se distribuye desde la latitud de Río de Janeiro (23° S, Brasil) hasta Puerto Deseado (48° S, provincia de Santa Cruz, Patagonia argentina), pero es particularmente abundante en los Golfos San Matías y San José. En algunos sitios puntuales como la costa noroeste del Golfo San Matías y la costa este y sudoeste del Golfo San José hay una densidad importante (visualmente 8 – 10 ind/m2) en bajas profundidades. Otros bancos han sido localizados con densidades similares pero restringidos espacialmente: Punta Colorada, Punta Pórfido, Puerto Lobos, Rincón de Elizalde en la costa oesudoeste del Golfo San Matías, costa este del del Golfo San José y costa sudeste del Golfo Nuevo.

## Distribución vertical
Vive en fondos arenosos y fangosos hasta 75 m de profundidad.

## Historia de vida
Los primeros estudios de edad demuestran que se trata de individuos longevos, que pueden vivir más de 80 años. El crecimiento es rápido en los primeros 10 años y muy lento posteriormente.
Panopea abbreviata es un organismo dioico cuya proporción de sexos es balanceada en los individuos grandes, pero muestra una proporción mayor de machos en los individuos con tallas menores a 90 mm. Presenta una gónada difusa, estructurada en folículos rodeados de tejido conectivo, que se encuentra ubicada lateral y ventralmente a la glándula digestiva y los divertículos intestinales.
En un primer análisis del ciclo reproductivo de P. abbreviata se encontraron individuos maduros en todas las épocas del año tanto en Puerto Lobos como en Punta Mejillón en la provincia de Río Negro. El período de desove es extendido sin un patrón claro de picos en Puerto Lobos, a diferencia de Punta Mejillón donde se observaron dos picos de desove, uno en otoño y otro en primavera.

## Explotación por el hombre

### Restos arqueológicos
Por otro lado, un hallazgo interesante constituyen dos fragmentos de valva de esta especie en el Cerro Redondo, asociado a material arqueológico, en el cauce inferior del río Coyle en la Provincia de Santa Cruz. Lo llamativo es que la distribución más austral de Panopea abbreviata es Puerto Deseado, localizado a más de 450 km de distancia al norte en línea recta. Es por ello que se ha planteado que estas valvas fueron transportadas por las poblaciones cazadoras recolectoras patagónicas del pasado, constituyendo lo que se denomina en arqueología ecofactos.

### Captura
En el norte de Patagonia, la pesquería de P. abbreviata comenzó bajo un estatus experimental. Entre 3 y 10 tm de almejas vivas fueron capturadas anualmente mediante buceo y usando métodos artesanales (agua a presión inyectada en el sedimento utilizando una motobomba en la embarcación). Durante esta fase exploratoria se han obtenido capturas individuales por unidad de esfuerzo superiores a 50 kg. buzo-1.h-1.

### Productos
Se vende entera, viva o congelada. Se utiliza para hacer sushi.